# بازیافت در ایالات متحده
در ایالات متحده آمریکا، هیچ قانون ملی الزام‌آوری برای بازیافت وجود ندارد. دولت‌های ایالتی و محلی معمولاً قوانین و مقررات خاص خود را در این زمینه وضع می‌کنند. در سال ۲۰۱۴، نرخ بازیافت و کمپوست پسماند جامد شهری در این کشور ۳۴٫۶٪ بود. شماری از ایالت‌ها از جمله کالیفرنیا، کنتیکت، دلاور، هاوایی، آیووا، مین، ماساچوست، میشیگان، نیویورک، اورگن و ورمانت قوانینی را به تصویب رسانده‌اند که برای ظروف نوشیدنی، ارزش بازپرداخت یا سپرده تعیین می‌کند، در حالی که سایر حوزه‌های قضایی بر اهداف بازیافتی یا ممنوعیت دفن زباله‌های قابل بازیافت در محل دفن زباله تمرکز دارند.

## قوانین ملی

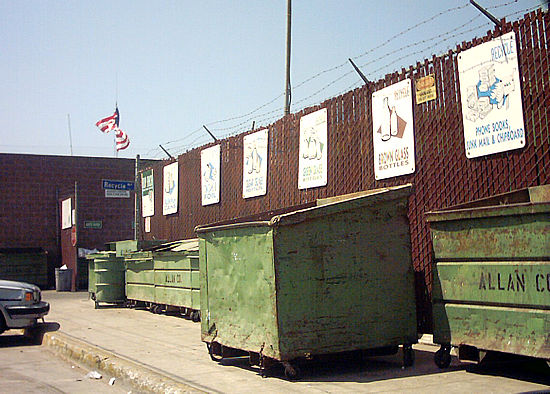
یک مرکز جمع‌آوری مواد بازیافتی در سانتا مونیکا، کالیفرنیا

در سطح ملی، آژانس حفاظت از محیط زیست ایالات متحده (EPA) نظارت بر مسائل مختلف مرتبط با پسماند را بر اساس قانون «حفظ و بازیابی منابع» بر عهده دارد. این نظارت شامل مقررات مربوط به پسماندهای خطرناک، ضوابط محل‌های دفن زباله و تعیین اهداف بازیافت می‌شود.
همچنین وزارت بازرگانی ایالات متحده آمریکا مسئولیت توسعه بازار برای کالاهای بازیافتی را نیز بر عهده دارد.

## قوانین ایالتی و محلی
قوانین مشخص‌تر و دقیق‌تری در زمینه بازیافت، عمدتاً در سطح دولت‌های محلی، یعنی شهرداری‌ها یا ایالت‌ها وضع و اجرا می‌شوند. مقررات ایالتی به‌طور کلی در دو دسته اصلی طبقه‌بندی می‌شوند: ممنوعیت دفن زباله و اهداف بازیافت.
در دسته نخست، ممنوعیت دفن زباله، دور ریختن برخی اقلام مشخص در محل‌های دفن زباله به‌طور قانونی ممنوع است. این اقلام معمولاً شامل پسماندهای حیاط و باغ (مانند شاخه‌ها و برگ‌ها)، روغن‌های مصرف‌شده، و مواد قابل بازیافتی می‌شوند که به‌راحتی می‌توان آن‌ها را از طریق برنامه‌های جمع‌آوری کنارجدولی جمع‌آوری کرد. ایالت‌هایی که چنین ممنوعیت‌هایی را در مورد دفن مواد قابل بازیافت وضع کرده‌اند عبارت‌اند از: ویسکانسین، کالیفرنیا، مینه‌سوتا، میشیگانو کارولینای شمالی.
در دسته دوم، برخی ایالت‌ها به‌جای ممنوعیت، اهداف مشخصی برای میزان بازیافت تعیین می‌کنند. برای نمونه، کالیفرنیا و ایلی‌نوی از جمله ایالت‌هایی هستند که در این حوزه فعال‌اند و سعی دارند از طریق تعیین اهداف کمی، مشارکت در بازیافت را افزایش دهند.
یکی از ابزارهای مؤثر برای تشویق شهروندان به بازیافت ظروف نوشیدنی در برخی ایالت‌ها، قانون بطری است. این قانون به‌صورت وضع سپرده یا ارزش بازخرید برای بطری‌ها و قوطی‌های نوشیدنی عمل می‌کند و انگیزه مالی برای بازگرداندن این ظروف به مراکز بازیافت فراهم می‌آورد. این سیستم موجب کاهش زباله‌های رهاشده در محیط زیست و افزایش نرخ بازیافت بطری‌های نوشیدنی می‌شود.
در مجموع، اگرچه چارچوب بازیافت در ایالات متحده به‌طور پراکنده و ایالتی تعریف شده، اما در بسیاری از مناطق، مقررات سخت‌گیرانه‌ای برای بهبود مدیریت پسماند و ترویج رفتارهای پایدار در حال اجراست.
تعدادی از ایالت‌های آمریکا، از جمله **کالیفرنیا، هاوایی، اورگن، کنتیکت، دلاور، مین، ورمانت، ماساچوست، آیووا، میشیگان و نیویورک، قوانینی را به تصویب رسانده‌اند که بر اساس آن، برای ظروف نوشیدنی (مانند بطری‌ها و قوطی‌ها) مبلغی به عنوان سپرده یا ارزش بازپرداخت تعیین می‌شود. هدف از این قوانین، تشویق به استفاده مجدد و بازیافت این ظروف است. در اکثر این ایالت‌ها، مبلغ تعیین‌شده برای هر بطری یا قوطی معمولاً ۵ سنت است. با این حال، ایالت میشیگان از سال ۱۹۷۶ تاکنون، مبلغ بالاتری را در نظر گرفته و برای هر بطری یا قوطی، ۱۰ سنت سپرده تعیین کرده است. این سیاست موجب شده که میشیگان یکی از بالاترین نرخ‌های بازگشت ظروف نوشیدنی را در کشور داشته باشد و به‌عنوان نمونه‌ای موفق از اجرای قانون بطری در آمریکا شناخته شود.